# Palacio de Ponta Vermelha
El Palacio de Ponta Vermelha (en portugués: Palácio da Ponta Vermelha; literalmente «Palacio de la Punta Roja»)  es la residencia oficial del Presidente de Mozambique en Maputo. El nombre también es utilizado para referirse a la presidencia mozambiqueña.
Ponta Vermelha designa la zona de Maputo donde el palacio está localizado, cerca del extremo de un promontorio de color rojizo, en el punto en el que el estuario común de los ríos Matola, Umbelúzi y Tembe desembocan en la Bahía de Maputo.
El palacio tuvo un comienzo humilde, como la residencia del personal envuelto en la construcción del ferrocarril entre la entonces llamada Lourenço Marques (Hoy Maputo) y el Transvaal; después de un extenso trabajo, se tornó en la residencia oficial del gobernador portugués y, con la independencia (en 1975), del Presidente de la República.